# 厩坂宮
厩坂宮（うまやさかのみや）は、7世紀の舒明天皇が営んだ宮。現在の奈良県橿原市にあったとされている。

## 経緯
629年1月に舒明天皇は即位し、翌年（630年）10月、飛鳥岡（雷丘）のふもとにある岡本宮に遷宮したが、636年6月、岡本宮は火災で焼失し、舒明天皇は田中宮を仮宮として遷ることとなった。640年、舒明天皇は、仮宮の田中宮から、厩坂宮に遷った。
舒明天皇は、640年、厩坂宮からさらに百済宮に遷宮した。
丈六北遺跡では、昭和15年に直径30cm前後の掘立柱多数が検出されており、厩坂宮跡の一部とする説もある。